# Elise Stephanie Kreuzer
Elise Stephanie Kreuzer (* 8. September 1845 in Mannheim; † 3. September 1936 in Huntlosen bei Oldenburg i.O.) war eine deutsche Schauspielerin und Sängerin in der Stimmlage Sopran/Koloratursopran.

## Familie
Kreuzer stammte aus einer bekannten österreichischen Künstlerfamilie. Ihre Mutter Friederike Amalie Kreuzer, geborene Fischer (* 15. August 1814 in Prag) war die Tochter des hannoverschen Hofmusikers Leberecht Fischer und der Friederike Stegmann aus Hamburg. Sie wurde evangelisch getauft.
Ihr Vater Heinrich Kreuzer (geb. 29. August 1817 in Wien), Sohn eines jüdischen Ölhändlers, war in jungen Jahren Chorknabe in einer Wiener Synagoge, dann Eleve im Chor der Wiener Hofoper. Er besuchte anschließend das Wiener Konservatorium. Bereits mit 19 Jahren startete er als Solotenor an Theatern im Kaiserreich Österreich-Ungarn (z. B. in Laibach, Salzburg, Brünn, Wien) und Deutschland (z. B. in Frankfurt a. M., Köln, Mannheim).
Ihre Eltern heirateten am 27. Mai 1846 in Straßburg nach dem Code Civil. Beide erklärten ihre fünf Kinder als die eigenen und für ehelich. Kreuzer hatte drei Brüder und eine Schwester: Rudolph (* 6. Februar 1836 in Laibach), Caesar (* 9. Juli 1854 in Köln), Sebastian (* 26. November 1842 in Mannheim) und Marie Kreuzer (* 11. Mai 1839 in Salzburg; † 7. Januar in Ulm).
Elise Stephanie Kreuzer war in erster Ehe mit Paul von Fels verheiratet. Sie lernte ihn im Frühjahr 1866 während ihres Engagements im Münchner „Actien-Volkstheater“ (heute „Staatstheater am Gärtnerplatz“) als „Fürst von Thurn und Taxis“ kennen und ging mit ihm ein Liebesverhältnis ein. Trotz ihrer im April/Mai eingetretenen Schwangerschaft konnte sie ihre Bühnentätigkeit fortsetzen. Am 31. Januar 1867 kam in Bern ihr gemeinsamer Sohn unter dem Namen Heinrich Rudolphi zur Welt.

## Leben

### Kindheit, Jugend, Ausbildung und erste Karriereschritte
Zur Zeit ihrer Geburt war Elise Stephanie Kreuzers Vater Heinrich Tenor am National-Theater Mannheim. Ihre Eltern erkannten und förderten vermutlich die Begabung ihrer Tochter früh. Als Kind und Jugendliche dürfte sie bereits auf der Bühne gestanden haben. Sie trat jahrelang als Schauspielerin und Sängerin auf, bis sie sich endgültig für das Musikfach entschied. In der damaligen Zeit war die Bühnenkarriere für Frauen eine der wenigen Möglichkeiten, einen Beruf auszuüben, selbständig zu sein und bekannt zu werden.
Folgt man ihrem künstlerischen Weg nach den Angaben im Deutschen Bühnenalmanach, so ergeben sich folgende Stationen: 1860 Pesth-Ofen (Kaiserreich Österreich) „Vereinigte deutsche Theater“, 1861 Brünn „Königlich-Städtisches Theater“ (Opern, Dramen), 1863 Graz „Landwirtschaftliches Theater“ (Opern, Possen); 1864 „Stadttheater Mainz“ (1. dramatische Gesangspartie) und „Stadttheater Krakau“ (Operettensängerin); 1865 „Thalia-Theater“ Graz (Operette, Posse); 1865/1866 „Städtisches Theater Olmütz“ (Oper, 1. Lokal- und Operettengesangspartie).
Ab Frühjahr 1866 war sie im „Aktien-Volkstheater“ (München) zunächst Gast, dann festes „darstellendes Mitglied“. Am 24. April debütierte sie in der Operette Fortunio’s Liebeslied von Jacques Offenbach in der Hosenrolle des „Valentin“. Bis zu ihrem letzten Auftritt im Januar 1867 übernahm sie Sprech- und Gesangspartien in 24 verschiedenen Stücken, vor allem in Operetten von Jacques Offenbach und Franz von Suppè und in volkstümlichen Stücken wie Singspielen, Possen und Komödien.
Zusammen mit seinem Freund und Flügeladjutanten Paul von Thurn und Taxis besuchte der junge bayerische König Ludwig II. mehrfach das „Aktien-Volkstheater“, z. B. am 4. Juli 1866. An diesem Abend wurde die Operette Flotte Bursche von Franz von Suppè gegeben mit „Frl. Kreuzer“ in der Hosenrolle des Studenten Brand. In Verkleidungsszenen konnte sie, von der Ludwig nicht wusste, dass sie die heimliche Geliebte seines Freundes war, ihr komödiantisches Talent ausspielen.

### Beziehung zu Paul von Thurn und Taxis/Paul von Fels
In Zusammenhang mit Kreuzers ersten Bühnenauftritten im „Aktien-Volkstheater“ im Frühjahr 1866 hatte sie Paul von Thurn und Taxis kennengelernt. Er stammte aus einem der bekanntesten und reichsten deutschen Fürstenhäuser, er war zu dieser Zeit Freund und bereits Flügeladjutant des bayerischen Königs Ludwig II. Er gehörte zum engsten Kreis der Wagnerianer in München und verkehrte mit Angehörigen des deutschen und europäischen Hochadels. Zunächst war die begabte junge Soubrette Kreuzer seine Geliebte. Als er jedoch seine Absicht bekundete, sie heiraten zu wollen, und sich von diesem Entschluss nicht abbringen ließ, betraten beide ein gesellschaftliches Minenfeld, weil sie damit in mehrfacher Hinsicht gegen damalige Konventionen verstießen:
- Kreuzer war bürgerlicher Herkunft – Paul entstammte dem Hochadel. Eine eheliche Verbindung widersprach dem damals allgemein anerkannten Standesdenken, das die gesellschaftliche Trennung von Adel und Bürgern vorschrieb. Ehen zwischen Angehörigen aus beiden Ständen waren nur in Ausnahmefällen möglich. Nach dem Hausgesetz der Thurn und Taxis waren die Familienangehörigen verpflichtet, ebenbürtig zu heiraten.[7]
- Sie gehörte zudem einem auch im Bürgertum wenig akzeptierten Berufsstand an, dem „fahrenden Volk“. Junge Bühnenkünstlerinnen, die i. d. R. schlecht bezahlt wurden, standen im Rufe der Prostitution.
- Obwohl sie evangelisch getauft war, galt sie in der Gesellschaft als Jüdin,[8] weil ihr Vater jüdischen Glaubens war.

Indem Paul von Thurn und Taxis und Elise Stephanie Kreuzer sich füreinander entschieden, setzten sie sich über die judenfeindlichen Vorurteile der Zeit hinweg und nahmen ihrer beider gesellschaftliche Ächtung in Kauf. So meldete der Münchener Tages-Anzeiger am 20. Februar 1867: „Die Vermählung […] ist noch nicht erfolgt, da die Geliebte [Kreuzer] des Fürsten [Paul] Jüdin ist und sich erst der Taufe unterziehen wird.“ – Selbst Ludwig II., der Juden im Allgemeinen freundlich gegenüberstand, markiert sie als Jüdin, wenn er am 23. September 1867 in einem Brief an die Antisemitin Cosima von Bülow wie folgt über seinen in Ungnade gefallenen Freund Paul von Thurn und Taxis urteilt: „[…] wie kann man eine glänzende Stellung [als Flügeladjutant des Königs] so aufgeben, einen alten Namen von gutem Klang [das Fürstenhaus von Thurn und Taxis] so verunzieren, um einer leichtsinnigen, hässlichen Jüdin nachzulaufen. O sancta simplicitas!“ Nicht nur in München, auch in anderen Städten galt Kreuzer trotz ihrer christlichen Taufe als Jüdin, z. B. zehn Jahre später in Freiburg, wo sie im Jahre 1877 der englische Reiseschriftsteller Sabine Baring-Gould auf der Bühne erlebte: “Acting in the theatre as a primadonna was a Frau von Fels. She was a handsome Jewess.”
Da Paul von Thurn und Taxis an seiner Heiratsabsicht festhielt, wurde er auf der Grundlage eines nicht widerrufbaren Vertrages aus der fürstlichen Familie Thurn und Taxis ausgestoßen; er verlor seinen Fürstentitel und musste einen neuen Familiennamen („von Fels“) annehmen, damit auch namentlich keine Verbindung mit dem Fürstenhaus erkennbar war. Ferner schied er aus der fürstlichen Erbfolge aus, verlor seinen Anteil am fürstlichen Stammvermögen und seinen Rechtsanspruch auf eine „Apanage“, die ihm einen Lebensstandard auf hohem Niveau gesichert hätte. Stattdessen wurde ihm eine seitens des Fürstenhauses freiwillige und zeitlich begrenzte Unterstützung („Sustentation“) von jährlich 6000 fl. gewährt. Unter diesen Bedingungen stimmte sein Vater Maximilian Karl der nicht standesgemäßen Ehe zu. Die Heirat erfolgte am 7. Juni 1868 in der katholischen Kirche „St. Peter in Ketten“ in Astheim.
Auch mit dieser gültigen und mit Zustimmung des Fürstenhauses geschlossenen Ehe blieb Kreuzer, nunmehr „Frau von Fels“, der Zugang zur fürstlichen Familie und zu Adelskreisen verwehrt. Der gesellschaftliche Graben zum Fürstenhaus wurde zusätzlich dadurch vertieft, dass Paul von Fels beabsichtigte, eine Tätigkeit im Theaterbereich anzustreben, und er seine Frau darin unterstützte, ihre künstlerische Berufstätigkeit weiterhin auszuüben, zwei Entscheidungen, die den damaligen Konventionen diametral entgegenstanden.

### Künstlerische Karriere
Weitere Bühnenstationen von Elise von Fels waren z. B. das „Stadttheater Aachen“ (Spielzeit 1867/1888) und die „Vereinigten Stadttheater von Rostock und Stralsund“ (Spielzeit 1871/1872, als „1. Koloratursängerin“). Am 27. Februar 1872 sang sie dort die in Undine von Albert Lortzing. Es handelte sich um eine Vorstellung „zum Benefiz für Frau von Fels“, d. h. sie erhielt alle Einnahmen dieses Abends, ein besonderer Beweis ihrer Leistung und Wertschätzung als Bühnenkünstlerin. Am 8. März 1872 sang sie die Hauptrolle der Gilda in Giuseppe Verdis Oper Rigoletto. Es folgten Engagements in Augsburg, Bernburg, Lübeck (1873 mit „1. Coloratur- und dram. Gesangspartien“), Salzburg und Freiburg (ab 1874). Ihr Mann begleitete sie stets an die Orte ihrer Engagements als „Privatier“ bzw. „Rentier“, wie er in den jeweiligen städtischen Meldeunterlagen bezeichnet wurde.
Dass sie am „Stadttheater Freiburg“ fast fünf Jahre als Primadonna engagiert war, wies auf ihr Können und ihren anhaltenden Erfolg beim Publikum hin. Hier erreichte sie ihren künstlerischen Höhepunkt als vermutlich gut verdienende Koloratursopranistin. In der Presse erschienen zahlreiche Artikel über ihre kontinuierlich hervorragenden Leistungen:
„In Betreff der Leistungen der einzelnen Opernmitglieder müssen wir vor allen Dingen den wirklich glanzvollen Gesang der Frau von Fels als Margarethe von Valois constatieren, die durch ihr ebenso sicheres Spiel als namentlich brillante Coloraturen die gerechte Bewunderung des Hauses hervorrief.“ (Rezension über die Oper Die Hugenotten von Giacomo Meyerbeer. In: Freiburger Zeitung vom 14. Oktober 1874)
„Die letzte Aufführung brachte uns den ‚Barbier von Sevilla‘. Frau von Fels ist eine der besten Darstellerinnen der ‚Rosina‘, die wir hier gehört, die sowohl die Solonummer der Eintrittsarie wie auch die Einlagen im 2. Akt mit ganz ausgezeichneter Stimme zur Geltung brachte. Die Dame besitzt eine seltene Kehl- und Kunstfertigkeit im Coloraturfach, sie hat eine helle, reine, recht ausgiebige und wohl ausgeglichene Stimme. Auch ihr Spiel war von natürlicher Anmuth getragen, zeugte von künstlerischem Verständniß und geläutertem Geschmack .“ (Freiburger Zeitung vom 10. November 1876)
Mit der Theatersaison 1877/1878 endete ihr Engagement in Freiburg, vermutlich weil eine dramatische Verschlechterung der Gesundheit ihres Ehemannes eingetreten war. Paul von Fels begab sich im September 1878 zwecks Milderung der Symptome seiner offenen Tuberkulose an die französische Mittelmeerküste; in Cannes starb er an der damals nicht heilbaren Krankheit am 10. März 1879.
In Freiburg hatte Elise von Fels vermutlich während der Spielzeit 1877/1888 Arno Cabisius (* 15. September 1845 in Magdeburg) als Kollegen kennengelernt, der auf eine beachtliche Karriere als Bariton und Opernregisseur zurückblicken konnte. Beide wurden in der Spielzeit 1879/1880 am „Stadttheater Düsseldorf“ und 1880/1881 am „Stadttheater Lübeck“ engagiert. Hier heirateten sie im Jahre 1881. Sie nannte sich fortan „von Fels-Cabisius“. Sie stand nicht mehr auf der Bühne, weil ihre Stimme den Zenit überschritten haben dürfte, aber sie unterstützte ihren Mann in allen Fragen des Theaterbetriebes.
1890 übernahm Arno Cabisius nach mehreren Engagements als Bariton in Danzig, Prag, Colberg und Stettin (1886 bis 1889) die Intendanz des „Stadttheaters Magdeburg“. Unerwartet starb er am 3. März 1907 nach sechzehn künstlerisch wie finanziell sehr erfolgreichen Jahren an einem Herzschlag. Sie war zu diesem Zeitpunkt 61 Jahre alt.
In einem Nachruf des Magdeburger Generalanzeigers vom 8. März 1907 hieß es, Arno Cabisius habe in seiner Frau eine ebenso „schaffensfreudige wie kunstsinnige Mitarbeiterin“ gehabt, deren „Rat und Beistand ihm immer neue künstlerische Anregungen“ geboten habe. Beide hätten eine „glückliche Künstlerehe [geführt] …, die gegründet war auf das feste Fundament der innigsten Übereinstimmung und des gleichen künstlerischen Strebens“. Anerkennend wurde sie in Magdeburg die „Cabisia“ genannt. Aufgrund ihrer fachlichen Kompetenz beauftragte sie der Magistrat der Stadt, stellvertretend für ihren verstorbenen Ehemann die Intendanz bis zum Ende der Vertragslaufzeit 1908 weiterzuführen.

### Weiterer Lebensweg
Nach dem Tod ihres Mannes blieb sie in Magdeburg. Dort lebte inzwischen auch ihr Sohn Heinrich von Fels, der als Repräsentant der „Magdeburger Hagelversicherungs-Gesellschaft“ angestellt war. Man hatte ihm als Oberinspektor die Aufgabe der Kontaktpflege zu den Gütern des ostelbischen Adels in Mecklenburg-Vorpommern übertragen. Elise Stephanie von Fels-Cabisius, ihr Sohn Heinrich und dessen Adoptivtochter zogen im Juli 1931 zusammen auf das „Gut Huntlosen“ bei Oldenburg i.O. Sie starb am 3. September 1936 und wurde auf dem dortigen evangelischen Friedhof beerdigt.